# Rozmnóżka

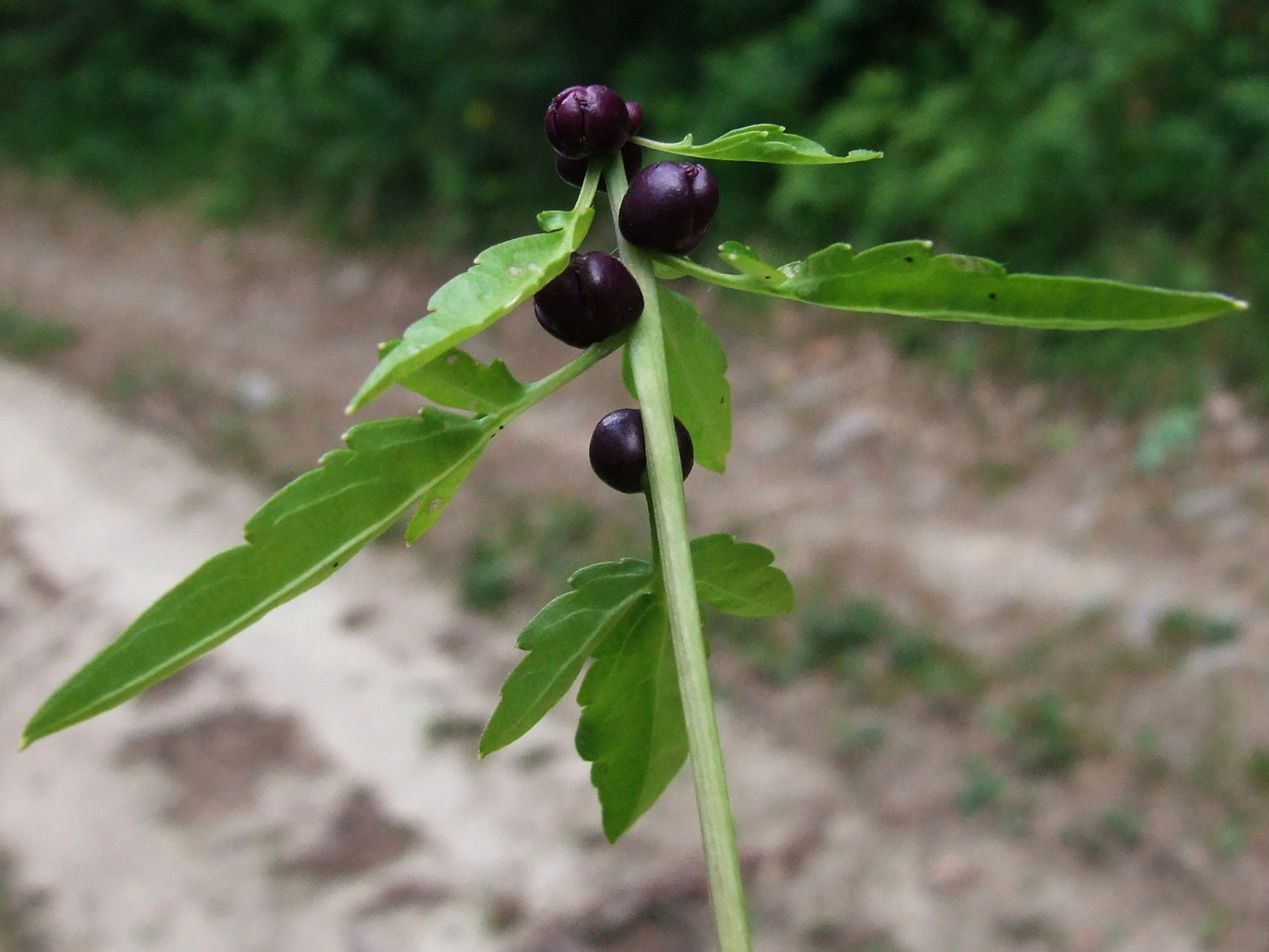
Rozmnóżki w postaci bulwek u żywca cebulkowego

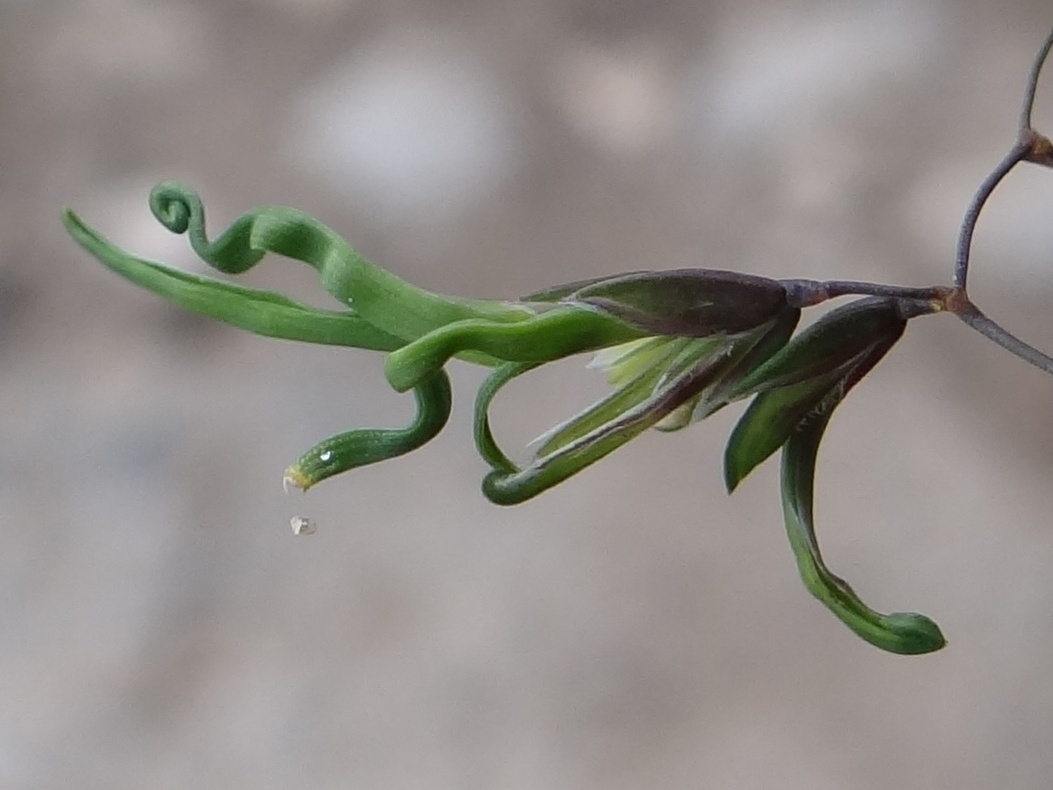
Rozmnóżka pędowa u wiechliny alpejskiej

Rozmnóżka – organ rozmnażania wegetatywnego roślin zarodnikowych i nasiennych. Rozmnóżki są specjalnymi fragmentami plechy lub bulwkami pędowymi. Mogą one powstawać na rozłogach, brzegach liści lub na łodygach, zwykle w kątach liści.
W polskiej florze niewiele jest roślin wytwarzających rozmnóżki. Należą do nich m.in. lilia bulwkowata, wiechlina alpejska, ziarnopłon wiosenny, żywiec cebulkowy.  Rośliny te zwykle rozmnażają się na obydwa sposoby: płciowo za pomocą kwiatów, lub bezpłciowo przez rozmnóżki.  Żyworodna forma wiechliny alpejskiej nie wytwarza kwiatów i rozmnaża się wyłącznie przez rozmnóżki.